# 沈作賓
沈作賓（?—?），字賓王，南宋吳興歸安人。曾任饒州永平監，負責冶鑄以及製造雁翎刀，後歷任江西提刑司檢法官、大理評事、通判紹興府、知台州、太府丞、刑部郎。知台州時期，沈作賓執政措施令台州人滿意，沈作賓將要離任時，台州人不願意讓其離開，甚至要求朝廷留任沈作賓，但朝廷並沒有同意。於是當地百姓設立「留賢碑」以示紀念。淳熙十六年（1189年），百姓又為沈作賓修建西留賢橋。慶元初年，擔任淮南轉運判官，後擔任太府少卿，總領淮東軍馬錢糧、知紹興府、兩浙轉運副使、工部侍郎以及兼任戶部侍郎、知鎮江府、知寧國府、知潭州、戶部侍郎兼詳定敕令官、知平江府、戶部侍郎、館伴使兼權工部尚書、權戶部尚書、知建寧府、江西安撫兼知隆興府。最終以顯謨閣學士的身份致仕。沈作賓在家中去世後，朝廷追贈金紫光禄大夫。沈作賓曾於慶元六年（1200年）刻印孔穎達的著作《春秋左傳正義》36卷。